# Hans Carossa

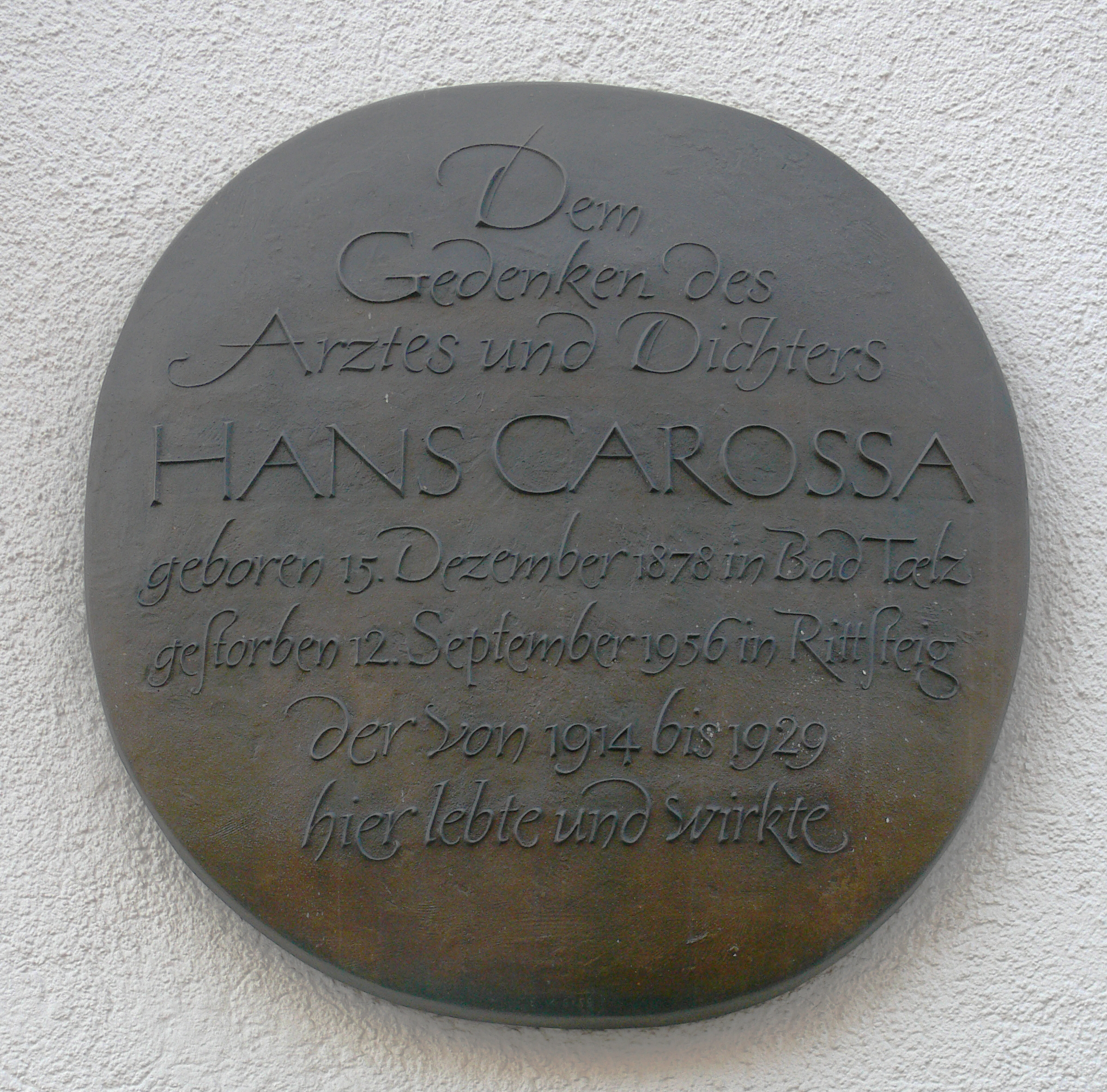
Gedenksteen in de Türkenstraße in München

Hans Carossa (Bad Tölz, 15 december 1878 - Rittsteig bij Passau, 12 september 1956) was een Duitse arts, dichter en schrijver.

## Biografie
Carossa werd in 1878 in Tölz geboren als zoon van Karl Carossa, de latere longarts, en de lerares Maria Voggenreiter. Omdat zijn vader bij zijn geboorte nog student was, trouwden zijn ouders pas in 1883. De jonge Carossa werd regelmatig bij pleegouders ondergebracht. In 1895 erfde zijn moeder een villa in Seestetten, waar de familie Carossa ging wonen. Op wens van zijn ouders studeerde Carossa medicijnen in München, waar hij met Rainer Maria Rilke en Frank Wedekind bevriend raakte. Al een jaar na zijn promotie tot doctor in de medicijnen, in 1903, nam hij de praktijk van zijn vader in Passau over.
In 1906 stuurde hij een verzameling zelfgeschreven gedichten aan Richard Dehmel, waarna hij via hem in contact kwam met Hugo von Hofmannsthal. Die bracht hem in contact met de uitgeverij Insel Verlag, waar vanaf toen al zijn werk verscheen. Carossa en zijn verloofde Valerie Endlicher werden in 1906 de ouders van Hans Wilhelm. Een jaar later trouwden ze. In 1913 verscheen zijn eerste prozaverhaal Doktors Bürgers Ende.
Carossa werd in 1914 arts in München. Aan het Oost- en Westfront werd hij in Eerste Wereldoorlog als bataljonsarts ingezet. Aan het oostfront ontstond de dagboekbundel Rumänisches Tagebuch. Tegen het eind van de oorlog raakte Carossa zwaar gewond en werd uit militaire dienst ontslagen.
In 1929 gaf Carossa zijn praktijk op en richtte zich geheel op het schrijverschap. Na de machtsovername van de nazi's in 1933 bleef Carossa, anders dan de meeste andere schrijvers, in Duitsland. Hij ging net als Erich Kästner in de "innere Emigration". Omdat de nationaalsocialisten de Preusische Akademie für Sprache und Dichtung hadden overgenomen en omgedoopt tot Deutsche Akademie für Dichtung, wees Carossa zijn benoeming hierin af. Maar in het Derde Rijk werd hij toch een gerenommeerd schrijver.
In 1941 stierf zijn vrouw Valerie en in oktober accepteerde hij zijn benoeming tot president van de nationaalsocialistische Vereniging van Europese Schrijvers Europäische Schriftsteller-Vereinigung in Weimar. Zijn rol in het Derde Rijk is hevig bekritiseerd vanwege zijn politieke activiteiten. Onder meer gaf hij in 1934 een lezing voor de Hitlerjugend en hij bezocht de Reichsparteitag van de NSDAP. In 1944 stelden Adolf Hitler en Joseph Goebbels een ‘Gottbegnadeten-Liste’ samen, met daarop de belangrijkste kunstenaars van het Derde Rijk. Hans Carossa werd op een bijbehorende afzonderlijke lijst (‘Sonderliste der Unersetzlichen Künstler’) opgevoerd als een van de zes grootste Duitse schrijvers.
In een rede voor het Goethe-Gesellschaft in Weimar in 1938 verklaarde hij zich nog voorstander van een "rijk van de geest en het hart" en niet van een Führerstaat en de verovering van andere landen. Na de oorlog probeerde hij zich te rechtvaardigen met een autobiografisch geschrift Ungleiche Welten. Carossa trouwde in 1943 met Hedwig Kerber, die hij in 1927 had leren kennen en met wie hij al een 13-jarige dochter had. In 1948 werd hij ereburger van de stad Landshut en van Passau. In 1956 stierf zijn tweede vrouw Hedwig; in september overleed Carossa zelf in Rittsteig. Zijn graf bevindt zich op het kerkhof van het Passauer stadsdeel Heining.

## Werk
Het oeuvre van Carossa omvat, naast meer dan tien vooral autobiografische romans en verhalen, veel gedichten, essays en reisverslagen. In zijn werk zijn veel Beierse mythen, folklore en mensen verwerkt, zoals in de autobiografieën Eine Kindheit en Verwandlungen einer Jugend. In zijn werk, waarin hij naar eigen zeggen de traditie van Goethe voortzet, komt zijn humanistische opvoeding duidelijk naar voren. Carossa schreef vier autobiografische werken en leverde daarmee een belangrijke bijdrage aan de ontwikkeling van de autobiografische roman in Duitsland. Carossa wilde ondanks het bestaan van het kwade, de wereld als een geordende en helende schepping van een goede God voorstellen. Deze opvatting schijnt ook door in zijn kijk op de politieke ontwikkeling van de Weimarrepubliek. De politiek interesseerde hem, zoals hij in Ungleiche Welten formuleerde, minder dan zijn persoonlijke doelen. Later echter werd zijn werk door deze opvatting tot een literaire niche, waarin een vreedzame wereld existeert die met de realiteit van het nazi-regime niets gemeenschappelijks had.

### Selectie
In 1913 verscheen Carossa's eerste proza Doktors Bürgers Ende. In de vorm van dagboekaantekeningen wordt verteld over dokter Bürger, die verliefd wordt op zijn tuberculosepatiënte, die ondanks Bürgers behandeling sterft. Daarop pleegt hij zelfmoord. In dit werk richtte hij voor zijn vrouw Valerie een literair monument op in de figuur van Hanna Cornet. Vanwege de immense tragedie wordt dit werk ook wel "Carossa's Werther" genoemd. Zijn autobiografie Eine Kindheit verscheen in 1922. In 1924 volgde het Rumänisches Tagebuch, waarin Carossa zijn belevenissen als bataljonsarts aan het oostfront verwerkte. Hij beschreef de oorlog als rampzalig, maar onontkoombaar, ondanks zijn vreselijke ervaringen. In 1928 publiceerde hij zijn tweede autobiografie Verwandlungen einer Jugend, waarvoor hij de schrijversprijs van de stad München kreeg. De roman Der Arzt Gion verscheen in 1931. Ook hier is de hoofdpersoon een arts die verliefd wordt op een stervende vrouw. Hij kreeg hiervoor de Gottfried-Keller-Preis. Carossa's roman Geheimnisse des reifen Alters verscheen in 1936. In 1938 kreeg hij de Frankfurter Goethepreis der Stadt Frankfurt am Main, waardoor hij ook in het buitenland bekend werd, en een jaar later in Italië de San-Remo-prijs. In 1941 verscheen zijn derde autobiografie Das jahr der schönen Täuschungen en in 1946 Aufzeichnungen aus Italien, waarin hij zijn indrukken en ervaringen van zijn Italië-reizen in de jaren 1925 tot 1943 beschreef. Tot zijn oeuvre behoren verder Gesammelte Gedichte (1910), Der volle Preis (1945), Tagebuch eines jungen Arztes (1955) en Die Frau vom guten Rat (1956).

## Publicaties in Nederlandse vertaling
- Hans Carossa: Roemeens oorlogsdagboek. Vert. Alfred Krans. Soesterberg, Uitgeverij Aspekt, 2015. ISBN 978-94-6153-659-4
- Bronnen van verbondenheid. Gedachten en gedichten van Carossa, Goethe, Heine, Kleist, Newmann, Schweitzer. Tekstkeuze: Eugen Hettinger; Nederlandse bew. en vert. uit het Duits door Frans Stoks. Haarlem, Schuyt, 1991. ISBN 90-6097-299-6
- Hans Carossa: Dokter Gion. Roman. Ver. H.G. Hoekstra. Amsterdam, Meulenhoff, 1942

- Bibliothèque nationale de France: cb12102324x (data)
- CiNii: DA00826565
- Gemeinsame Normdatei: 118519182
- International Standard Name Identifier: 0000 0001 0891 1763
- Library of Congress Control Number: n79099112
- Nationale Bibliotheek van Letland: 000069794
- MusicBrainz: a9d97c92-04a6-42d2-91c2-eb53cc4f0317
- Bibliotheek van het Japanse parlement: 00435335
- Nationale Bibliotheek van Tsjechië: ola2002158465
- Nationale bibliotheek van Australië: 35767744
- Nationale Bibliotheek van Israël: 987007259469705171
- Nationale Bibliotheek van Polen: a0000003633030
- Nederlandse Thesaurus van Auteursnamen: 06935328X
- Istituto Centrale per il Catalogo Unico: RAVV030737
- LIBRIS: 181197
- SNAC: w6445n06
- Système universitaire de documentation: 029384699
- Trove: 1078325
- Virtual International Authority File: 41869568
- WorldCat: E39PBJkT6hQkcQfKDm8mx9TJXd